# Манаєнков Йосип Петрович
Йосип Петрович Манаєнков  (1896, село Павловка Воронезької губернії, тепер Російська Федерація — розстріляний 31 березня 1938) — український радянський діяч, директор Дніпровського металургійного заводу імені Дзержинського Дніпропетровської області. Кандидат у члени ЦК КП(б)У в червні 1937 — січні 1938 р. Член ВУЦВК і ЦВК СРСР.

## Життєпис
Народився в квітні 1896 року. Освіта початкова. Трудову діяльність розпочав токарем на заводі у місті Юзівці на Донбасі. Працював у системі кооперації у Юзівці.
Член РСДРП (інтернаціоналістів) у 1917—1919 роках. Учасник Громадянської війни в Росії.
Член РКП(б) з 1920 року.
У 1924—1926 роках — директор Макіївського металургійного заводу на Донбасі. У жовтні 1926 — грудні 1927 року — заступник директор Макіївського металургійного заводу; на керівних посадах на Дніпропетровському металургійному заводі імені Петровського.
У 1927—1931 роках — директор Державного Дніпровського металургійного заводу імені Дзержинського у місті Кам'янське. У 1931 році перебував у закордонному відрядженні на металургійних заводах США.
У 1932—1933 роках — слухач Промислової академії у Москві.
У 1933 — листопаді 1937 роках — директор Державного Дніпровського металургійного заводу імені Дзержинського у місті Кам'янську (Дніпродзержинську) Дніпропетровської області. Член Ради Народного комісаріату важкої промисловості СРСР.
23 листопада 1937 року заарештований органами НКВС. 31 березня 1938 року засуджений до розстрілу, розстріляний. Посмертно реабілітований 25 лютого 1956 року.

## Нагороди
- орден Леніна (23.03.1935)